# Pycnandra ouaiemensis
Pycnandra ouaiemensis är en tvåhjärtbladig växtart som beskrevs av Swenson och Jérôme Munzinger. Pycnandra ouaiemensis ingår i släktet Pycnandra och familjen Sapotaceae. Inga underarter finns listade i Catalogue of Life.